# Spyczyna
Spyczyna (niem. Spitzer-Berg) – wzniesienie o wysokości 203 m n.p.m. na Pojezierzu Drawskim, położone w woj. zachodniopomorskim, w powiecie drawskim, w gminie Czaplinek.
Na południowym wierzchołku Spyczynej znajdowała się platforma widokowa, z której można było podziwiać rozległą panoramę:
- na północ – wysoczyznę morenowo-kemowa Prosina i nieckę jeziora Prosino;
- na wschodzie – zachodni kraniec rynny jeziora Komorze i wieś Sikory;
- na południu – na dalekim horyzoncie zabudowę Czaplinka;
- na południowym zachodzie – lustro jeziora Drawsko, a dalej najwyższą zabudowę Złocieńca (15 km);
- na zachodzie – wzniesienia morenowe Szwajcarii Połczyńskiej; także wieżę radiowo-telewizyjną w Toporzyku oraz wieżę obserwacyjno-widokową na Wolej Górze.

Wieży widokowej już nie ma, obecnie jest w tym miejscu przeciwpożarowa wieża obserwacyjna. Atrakcyjna widokowo pozostała natomiast droga wiodąca na wzniesienie ze wsi Żerdno.
Wzgórze znajduje się w Drawskim Parku Krajobrazowym oraz obszarze specjalnej ochrony ptaków "Ostoja Drawska".
Nazwę Spyczyna wprowadzono urzędowo w 1950 roku, zastępując poprzednią niemiecką nazwę Spitzer-Berg.
W l. 70. XX wieku przez wzniesienie przebiegał czerwony szlak turystyczny Stare Drawsko – Żerdno – Prosinko – Kluczewo, przy czym na północ od Spyczynej Góry przebiegał częściowo bezdrożami.

## Ścieżka przyrodnicza „Spyczyna-Prosino”
Ścieżka przyrodnicza rozpoczynająca się przy ruinach zamku Drahim. Prowadzi malowniczymi okolicami jezior Prosino i Żerdno. Przeznaczona dla turystyki pieszej lub rowerowej. Długość: 16,5 km. Czas przejścia: 6,5 h.